# Polli
Polli är en by i Mulgi kommun (tidigare Karksi kommun), landskapet Viljandimaa, Estland. Den gränsar till byarna Karksi, Karksi-Nuia, Univere, Leeli, Pöögle, Allaste och Pärsi.